# Шушинская декларация
Шушинская декларация (азерб. Müttəfiqlik Haqqında Şuşa Bəyannaməsi, тур. İttifaklık Hakkında Şuşa Beyannamesi) — декларация о союзнических отношениях, подписанная между Азербайджаном и Турцией 15 июня 2021 года в городе Шуша.

## История
Президент Азербайджана Ильхам Алиев и Президент Турции Реджеп Тайип Эрдоган в рамках официального двухдневного визита главы Турции в Азербайджан 15 июня 2021 года подписали в азербайджанском городе Шуша совместную декларацию о союзнических отношениях, определив дорожную карту двусторонних отношений.
1 февраля 2022 года Шушинская декларация была утверждена парламентом Азербайджана. Через два дня декларацию ратифицировал парламент Турции.

## Содержание
Руководствуясь, «Соглашением о развитии дружбы и всестороннего сотрудничества между Азербайджанской Республикой и Турецкой Республикой» и «Протоколом о сотрудничестве и взаимопомощи между Азербайджанской Республикой и Турецкой Республикой», подписанными  9 февраля 1994 г. а также «Соглашением о стратегическом партнерстве и взаимной помощи между Азербайджанской Республикой и Турецкой Республикой» от 16 августа 2010 года,
Подчеркивая, что слова основателя Турецкой Республики Мустафы Кемаля Ататюрка и общенационального лидера азербайджанского народа Гейдара Алиева «Радость Азербайджана - это наша радость, печаль (Азербайджана – прим. КУ) - наша печаль» и «Один народ, два государства» ценятся как национальные и духовное богатство наших народов,
Азербайджанская Республика и Турецкая Республика, руководствуясь принципами независимости, суверенитета, территориальной целостности, нерушимости международно признанных  границ, невмешательства во внутренние дела государств, определяют политические и правовые механизмы установления союзнических отношений.

Стороны заявляют, что развивающееся между двумя странами военно-политическое сотрудничество, отвечающее их национальным интересам, не направлено против третьих стран.

В декларации нашли отражение такие важные вопросы, как политические, экономические, торговые отношения, культура, образование, спорт, энергетическая безопасность, Южный газовый коридор, сотрудничество в сфере оборонной промышленности, военное сотрудничество и взаимная военная помощь, Зангезурский коридор, сотрудничество в рамках шестисторонней платформы (Азербайджан, Армения, Россия, Турция, Иран, Грузия), турецкое консульство в Шуше.
В документе уделяется внимание дальнейшим совместным действиям в политической и военной сферах, а также в сфере безопасности. Достигнута договорённость провести совместные консультации, оказание друг другу помощи в случае угрозы со стороны третьего государства против суверенитета, независимости, территориальной целостности одной из двух сторон. Стороны заявили, что открытие Зангезурского коридора между западными регионами Азербайджана и Нахчыванской АР Азербайджана, а также строительство железной дороги Нахчыван-Карс окажут положительное влияние на интенсификацию транспорта и коммуникации между двумя странами; отметили важную роль Южного газового коридора, который способствует энергетической безопасности региона и Европы.
Кроме того  руководствуясь «Меморандумом о взаимопонимании по стратегическому сотрудничеству в области СМИ между Азербайджаном и Турцией» от 10 декабря 2020 года, стороны договорились о дальнейшем расширении двустороннего сотрудничества в области информации, коммуникации и публичной дипломатии.

## Реакции
- Министерство иностранных дел Армении решительно осудило подписание декларации президентами Азербайджана и Турции, а также выступление Эрдогана в Национальном Собрании Азербайджана и совместный визит президентов Азербайджана и Турции в «ныне оккупированный город Шуши Республики Арцах», считая это «провокацией против безопасности и мира в регионе»[12][13]. Министерство иностранных дел Азербайджана назвало данное заявление МИД Армении по Шушинской декларации «последней стадией лицемерия», заявив, что такая «бескомпромиссная позиция Армении является серьёзным препятствием на пути к миру и безопасности в регионе»[14].

- Греческий обозреватель, полковник в отставке Панайотис Настос, отметил что Шушинская декларация имеет важные последствия для Греции, приходя к выводу, что  в случае военного противостояния с Турцией, Греция должна также считать Азербайджан своим потенциальным противником, в первую очередь, ВВС и спецназ этой страны.[15] Отмечая что даже в случае уничтожения Грецией важнейших воздушных объектов Турции, с территории Азербайджана может исходить военная угроза.